# Donald E. Westlake
Donald Edwin Westlake (12. července 1933 Brooklyn, New York – 31. prosince 2008 Mexiko) byl plodný americký spisovatel, autor více než sta knih. Specializoval se na kriminální příběhy (většinou s humorným podtextem), méně často psal sci-fi. Byl třikrát oceněn cenou Edgar award (pokaždé v jiné kategorii, což se doposud podařilo jen dvěma spisovatelům) a roku 1993 získal titul Grand Master společnosti Mystery Writers of America – její nejvyšší ocenění.

## Život a dílo
Westlake nastoupil na Harpur College v Binghamptonu, ovšem nevydržel tu příliš dlouho. Další dva roky strávil v USAF. Byl třikrát ženatý, naposledy s Abigail Westlake (také známou jako Abby Adams Westlake nebo Abby Adams), autorkou naučné literatury (An Uncommon Scold a The Gardener's Gripe Book). Manželé žili v severní části státu New York. Abby Westlake je výbornou zahradnicí a její zahrada bývá v létě často přístupná pro veřejnost. Westlake zemřel na infarkt 31. prosince 2008 na cestě na silvestrovskou večeři, když byl s manželkou na dovolené v Mexiku.
Vedle románů, které Westlake vydal pod vlastním jménem, vyšlo mnoho jeho knih i pod nejrůznějšími pseudonymy: John B. Allen, Curt Clark, Tucker Coe, Timothy J. Culver, Morgan J. Cunningham, Samuel Holt, Sheldon Lord (společně s Lawrencem Blockem), Allan Marshall, Richard Stark a Edwin West.
Westlake je znám velkou důvtipností děje svých příběhů a překvapivými nápady. Jeho styl a především dialogy jsou velmi živé. Hlavní hrdinové bývají plastičtí, věrohodní a chytří. Westlakovou nejznámější postavou je tvrdý drsný zločinec Parker (z děl podepsaných pseudonymem Richard Stark) a jeho komický protějšek John Dortmunder, smolařský kriminální génius, jenž se na scéně objevil ve chvíli, kdy se Parker nacházel ve značně komické situaci v románu The Hot Rock.
Většina Westlakových románů se odehrává v New Yorku. V příbězích s Dortmunderem bývá většinou detailně zobrazena jedna z čtvrtí tohoto města.
Některé z Westlakových románů byly zfilmovány, vznikly tak např. snímky Point Blank z roku 1967 s Lee Marvinem, Ukradený diamant z roku 1972 s Robertem Redfordem, Odborník na banky z roku 1974 (podle novely Bank Shot, v češtině Ukradená banka) s George C. Scottem, Odplata z roku 1999 s Melem Gibsonem a Co horšího se může stát? z roku 2001 s Martinem Lawrenceem. Westlake sám je autorem několika scénářů, nejznámějším z nich je scénář k filmu Švindlíři, což je Westlakova adaptace románu Jima Thompsona, za kterou byl Westlake nominován na Oscara.

### Česky vyšlo
- 1992 Jak nevodit policii za nos (A Travesty), překlad: Ivan Němeček, Praha, Svoboda
- 1993 Jak neuloupit smaragd (The Hot rock), překlad: Radoslav Nenadál, Praha, Knižní klub, (1984 Praha, Odeon ), (2015 Praha, Cosmopolis)
- 1993 Jak nevyloupit banku (I Am Being Held Prisoner), překlad: Radoslav Nenadál, Praha, Knižní klub, (1977, Praha, Odeon), (2000, Praha, Olympia)
- 2000 Jak nezničit lidstvo (Humans), překlad: Ivar Tichý, Praha, Olympia
- 2002 Rošády (Two much!), překlad: Ivan Němeček, Praha, Olympia
- 2003 Zatracená smůla (Why me), překlad: Pavel Medek, Praha, Albatros
- 2004 Ukradená banka (Bank Shot), překlad: Pavel Medek, Praha, Albatros
- 2015 Pozdvižení v klášteře (Good behaviour), překlad: Kateřina Elisová, Praha, Cosmopolis
- 2015 Zpackaný únos (Jimmy the Kid), překlad: Kateřina Elisová, Praha, Cosmopolis